# Aleksander Skwarczewski
Aleksander Skwarczewski (ur. 19 kwietnia 1915 w Wilnie, zm. 1 marca 1972 w Łodzi) – polski lekarz, społecznik, bibliofil.

## Rodzina i wykształcenie
Ojciec Aleksander – inżynier kolejowy, matka Eugenia – artysta plastyk.
Szkołę średnią ukończył w Wilnie, gdzie też w 1939 uzyskał dyplom lekarza medycyny na Wydziale Lekarskim Uniwersytetu im. Stefana Batorego w Wilnie.

## Praca zawodowa
Pracę rozpoczął w szpitalu św. Jakuba w Wilnie. W czasie okupacji niemieckiej był kierownikiem szpitala w Świrze, miał opinię oddanego lekarza opiekującego się z wielką troskliwością swoimi pacjentami. Wykazywał wiele zrozumienia dla polskich obywateli narodowości żydowskiej, zatrudniał ich w administracji szpitala, dzięki czemu uchronił wiele osób od zamknięcia w getcie i eksterminacji.
Przez cały okres okupacji niemieckiej brał czynny udział w ruchu oporu.
W początku 1945 znalazł się na terenach Polski. Przez Nadzwyczajną Komisję do Walki z Epidemią, został mianowany dyrektorem szpitala zakaźnego w Ełku. W 1947 przeprowadził się do Łodzi, i tu z krótkimi przerwami, pracował do ostatnich chwil swojego życia.

## Zainteresowania i działania pozazawodowe
Mimo kierunkowego wykształcenia lekarskiego był humanistą. Interesował się malarstwem, literaturą piękną, filozofią, historią ze szczególnym uwzględnieniem XVIII i XIX wieku oraz językami i ich pochodzeniem. Godna podziwu jest znajomość i to biegła języka cygańskiego.
Posiadał też piękny zbiór książek medycznych, co wskazuje na wielostronne zainteresowania i w tej dziedzinie.
Parał się poezją, pisał wiersze choć nie ujawniał tego, wiedzieli o tym tylko nieliczni, mówił na ten temat jakby z zażenowaniem. Z publikacji o walce zbrojnej na Wileńszczyźnie, wynika że w pracy konspiracyjnej był zaangażowany głęboko i czynnie. Po wojnie publikował artykuły o partyzanckiej służbie medyczno-sanitarnej w „Archiwum Historii Medycyny”. Zawsze podkreślał zasługi kolegów i towarzyszy broni, prawie nie wspominając o swoich działaniach.
Poza pracą ściśle zawodową udzielał się społecznie o czym świadczą zachowane podziękowania różnych instytucji. Przechowywane w archiwum listy do niego adresowane dają wyraz jego bezinteresowności, ogromnej dobroci, ofiarności oraz umiejętności współżycia z ludźmi w różnych stowarzyszeniach.
Był bibliofilem, czynnym i zasłużonym członkiem Łódzkiego Towarzystwa Przyjaciół Książki. W ŁTPK wspomina go się jako człowieka wielkiego duchem, rozległej wiedzy i niesłychanej skromności, lekarza ciała i duszy, człowieka szlachetnego i niepospolitego. Pochowany na Starym Cmentarzu w Łodzi przy ul. Ogrodowej, a w pogrzebie wzięło udział wielu łodzian, jego pacjentów.

## Odznaczenia
- Złoty Krzyż Zasługi
- Honorowa Odznaka Miasta Łodzi